# Stridsgas
Stridsgas är gaser eller vätskor som kan användas i strid som ett vapen mot människor, växter eller i vissa fall materiel. Stridgas användes mycket i första världskriget, men har därefter inte använts lika omfattande. Stridsgas har dock använts under Abessinienkriget och Iran–Irak-kriget.
Stridsgas faller i kategorin ABC-stridsmedel (Atom, Biologiska och Kemiska stridsmedel) (kallas även NBC-stridsmedel, Nukleära, Biologiska och Kemiska stridsmedel) som alla enligt internationell lag är förbjudna att bruka. Sverige har liksom 184 andra stater tillträtt Konventionen om förbud mot kemiska vapen.

## Giftgas

### Exempel på giftgaser
- Klorgas
- Fosgen
- Lewisit
- Senapsgas

## Nervgas

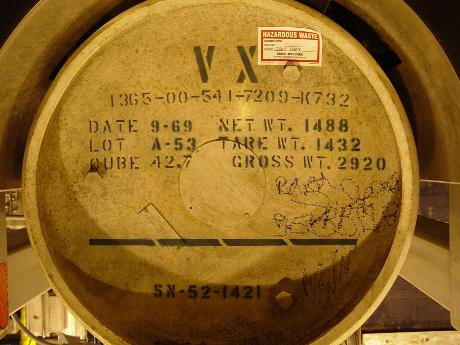
VX-fat.

Nervgas är ett samlingsnamn för stridsgaser som angriper centrala nervsystemet, snarare än att verka lungskadande, angripa hud och slemhinnor eller dylikt. Nervgaser är liksom stridsgaser i allmänhet inte gasformiga utan antingen fasta eller oljeliknande vätskor och därför måste de spridas i finfördelad form för att vara effektiva. Molekylstrukturen är en fosforsyra som bildat en ester med en alkohol. Acetylkolin utsöndras i utrymmet mellan nerv och muskel och bryts ner av enzymet acetylkolinesteras. Enzymet tar emot acetylkolinet i en fördjupning på sin yta. Nervgaser passar in i fördjupningen och pluggar igen den. Eftersom acetylkolin inte kan brytas ned leder detta till att muskeln inte kan slappna av. Döden orsakas därför av kramper i andningsmusklerna.
Det mest omfattande användandet av nervgas skedde under Iran–Irak-kriget då Irak använde stora mängder nervgas på slagfältet och även för att krossa kurdiska uppror under och efter kriget.

### Skydd mot nervgaser
Skyddsutrustning (till exempel skyddsmask) som skyddar mot andra stridsgaser i vätskeform skyddar också mot nervgaser. För den som blivit utsatt för nervgas finns autoinjektorer med ämnen som motverkar effekterna, i det svenska försvaret atropin och en oxim. I förebyggande syfte används pyridostigmin och diazepam som måste tas före ett eventuellt nervgasanfall och som ger skydd under en begränsad tid.

### Exempel på nervgaser
- VX
- BZ-gas
- Sarin
- Soman
- Tabun